# 湖山乡 (龙岩市)
湖山乡，是中华人民共和国福建省龙岩市永定区下辖的一个乡镇级行政单位。

## 行政区划
湖山乡下辖以下地区：
赛华村、里佳村、桂坪村、象湖村、杨山村、黄坑村、三来村、漳溪村和桂象村。